# Mazaleón (kommunhuvudort)
Mazaleón är en kommunhuvudort i Spanien.   Den ligger i provinsen Provincia de Teruel och regionen Aragonien, i den östra delen av landet, 300 km öster om huvudstaden Madrid. Mazaleón ligger 363 meter över havet och antalet invånare är 577.
Terrängen runt Mazaleón är platt söderut, men norrut är den kuperad. Runt Mazaleón är det glesbefolkat, med 10 invånare per kvadratkilometer. Närmaste större samhälle är Alcañiz, 19,8 km väster om Mazaleón. Trakten runt Mazaleón består till största delen av jordbruksmark.